# Chthonius chamberlini
Chthonius chamberlini är en spindeldjursart som först beskrevs av Philippe Leclerc 1983.  Chthonius chamberlini ingår i släktet Chthonius och familjen käkklokrypare. Inga underarter finns listade i Catalogue of Life.